# Occidenchthonius perezi
Espèce
Synonymes
- Chthonius perezi Carabajal Márquez, García Carrillo & Rodríguez Fernández, 2011

Occidenchthonius perezi est une espèce de pseudoscorpions de la famille des Chthoniidae.

## Distribution
Cette espèce est endémique d'Andalousie en Espagne,. Elle se rencontre dans la grotte Cueva de la Murcielaguina à Hornos et dans la grotte Cueva Covarona à Santiago-Pontones.

## Description
La femelle holotype mesure 1,70 mm et le mâle paratype 1,47 mm.
Les mâles mesurent de 1,39 à 1,48 mm et les femelles de 1,5 à 1,82 mm.

## Étymologie
Cette espèce est nommée en l'honneur d'Antonio Pérez Fernández.

## Publication originale
- Carabajal Márquez, García Carrillo & Rodríguez Fernández, 2011 : Contribution to the catalogue of the pseudoscorpions of Andalucia (Spain) (I) (Arachnida, Pseudoscorpiones). Boletín de la Sociedad Entomológica Aragonesa, vol. 48, no 1, p. 115-128 (texte intégral).